# Angst (альбом KMFDM)
Angst — шестой студийный альбом немецкой индустриальной группы KMFDM, выпущенный 12 октября 1993 года на лейбле Wax Trax! Records.

## Выпуск
Angst был выпущен в октябре 1993 года. В отличие от предыдущих альбомов, Angst имел более рок-ориентированное звучание, поэтому маркетинговая стратегия Wax Trax! / ТВТ была изменена. KMFDM отправились в тур Angstfest Tour в поддержку альбома в апреле и мае 1994 года. Помимо студийного состава, на живые выступления был приглашен гитарист Майк Дженсен, чтобы воспроизвести тяжелое звучание альбома. Это привело к сценическим выступлениям, в которых одновременно играли до четырёх гитаристов.
К февралю 1994 года было продано 20 000 копий альбома, а к октябрю 1995 года было продано более 100 000 копий. 21 ноября 2006 года лейблом Metropolis Records было выпущено переиздание Angst в цифровом формате .

## Список композиций
1. Light 6:05
2. «A Drug Against War» 3:43
3. «Blood (Evil Mix)» 5:12
4. «Lust» 4:22
5. «Glory» (Konietzko, Am, Shepard) 3:54
6. «Move On» 5:33
7. «No Peace» 4:28
8. «A Hole in the Wall» 5:50
9. «Sucks» (Konietzko, Am) 3:32
10. «The Problem» (Konietzko, Esch, Am, Shepard, R’delle Anderson) 6:03

Total length:48:42

## Персонал

### Музыканты
- Саша Конецко — вокал, бас, клавишные, программирование
- Эн Эш — вокал, гитары
- Гюнтер Шульц — гитары, фортепиано(The Problem)
- Марк Дуранте — гитары

### Дополнительный персонал
- Дорона Альберти — вокал («Light», «Lust», «Move On», «No Peace», «The Issue»)
- Кристин Зиверт — вокал («Blood (Evil Mix)»)
- Брюс Брекенфельд — орган Hammond B3 («No Peace»)

### Продюсирование
- Саша Конецко — продюсирование, аранжировки
- Крис Шепард — запись, инженерия, сведение
- Брайан Гарднер — цифровое редактирование
- Конрад Штраус — мастеринг